# Neuvireuil
Neuvireuil település Franciaországban, Pas-de-Calais megyében. Lakosainak száma 575 fő (2022. január 1.). Neuvireuil Bois-Bernard, Fresnes-lès-Montauban, Fresnoy-en-Gohelle, Izel-lès-Équerchin és Oppy községekkel határos.

## Népesség
A település népességének változása:
| Lakosok száma | 494  | 520  | 558  | 574  | 580  | 581  | 585  | 580  | 575  |
|               | 2013 | 2015 | 2016 | 2017 | 2018 | 2019 | 2020 | 2021 | 2022 |